# Sanctum (manga)
 (janvier 2012).
Sanctum (ラキア, Rakia) est un manga écrit par Masao Yajima et dessiné par Boichi. Sanctum a été prépublié dans le Morning de l'éditeur Kōdansha entre 2008 et 2010, et a été compilé en un total de 5 tomes au 22 décembre 2010.
Il est publié en France par les éditions Glénat depuis le 18 janvier 2012, et les 5 tomes sont disponibles depuis le 19 septembre 2012.

## Histoire
À la suite d'un accident de voiture qui a tué toute sa famille, Luna Hazuki, seule survivante, semble avoir passé un pacte avec une créature divine. Sept ans plus tard, alors qu’elle vit tranquillement en Amérique, l’heure du réveil sonne. Mais une question fondamentale demeure : Luna est-elle l’incarnation du Christ... ou de l’Antéchrist ? Sa venue annonce-t-elle la rédemption ou la condamnation du monde ? Qu’importe pour le Vatican, qui, ne voyant ici qu’une concurrence néfaste à son pouvoir, envoie ses tueurs aux trousses de Luna.

## Manga

### Liste des volumes
| no | Japonais         | Japonais          | Français          | Français          |
| no | Date de sortie   | ISBN              | Date de sortie    | ISBN              |
| -- | ---------------- | ----------------- | ----------------- | ----------------- |
| 1  | 23 juillet 2009  | 978-4-06-372821-7 | 18 janvier 2012   | 978-2-7234-8149-6 |
| 2  | 21 août 2009     | 978-4-06-372825-5 | 18 avril 2012     | 978-2-7234-8150-2 |
| 3  | 23 juillet 2010  | 978-4-06-380042-5 | 23 mai 2012       | 978-2-7234-8643-9 |
| 4  | 22 novembre 2010 | 978-4-06-372956-6 | 18 juillet 2012   | 978-2-7234-8644-6 |
| 5  | 22 décembre 2010 | 978-4-06-372963-4 | 19 septembre 2012 | 978-2-7234-8645-3 |